# 火田民

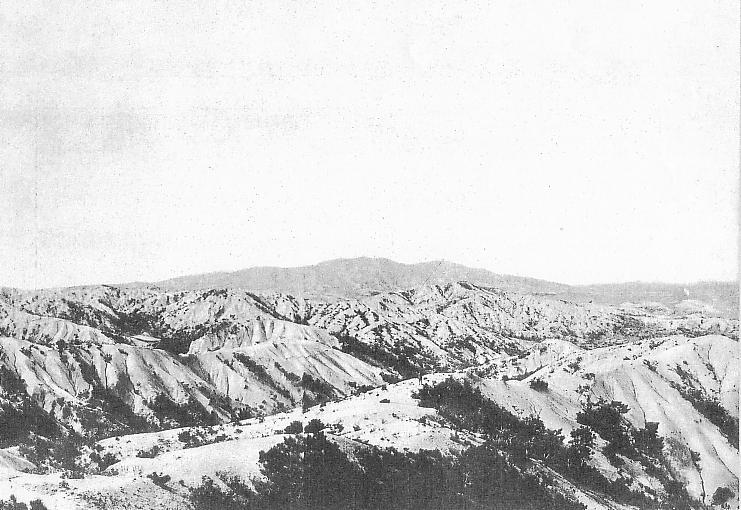
朝鲜秃山

火田民，是朝鮮半島從事刀耕火種的農民的稱呼。

## 概要
因為李氏朝鮮苛歛誅求，一些農民前往官府管理薄弱的山區開墾，是火田民起源。
在朝鮮，古來也認為山林是公家的，因此以無主公山稱呼，認為毎人也有權使用，也欠缺愛林思想概念。
在李氏朝鮮末期因要供應温突使用柴薪，半島南方已過度砍伐，所以火田民主要集中在北部。
日韓合併後朝鮮總督府治山事業的一環是成立山農指導組織，教導他們成為酪農，他們生活有所改善，人數也大大減少。